# Troy Aikman
Troy Kenneth Aikman (West Covina, California, Estados Unidos, 21 de noviembre de 1966), más conocido como Troy Aikman, es un exjugador profesional y comentarista de fútbol americano. Jugaba en la posición de quarterback y desarrolló toda su carrera en los Dallas Cowboys de la National Football League (NFL). Actualmente trabaja para ESPN como comentarista de los partidos del Monday Night Football. 
Aikman jugó a nivel universitario en Oklahoma dos años antes de ser transferido a UCLA en 1986. En 1989 fue elegido en la primera posición global del Draft de la NFL por los Dallas Cowboys. Como quarterback titular, Aikman llevó a los Cowboys a conquistar tres de los cinco Super Bowls que ostenta el equipo. 
En la lista de los 100 mejores jugadores de la historia de la NFL, publicada el 4 de noviembre de 2010, Aikman fue ubicado como el décimo cuarto mejor QB de todos los tiempos.

## Carrera

### Universidad

#### Oklahoma
Aikman comenzó su carrera colegial con el equipo de los Sooners de la Universidad de Oklahoma después de rechazar una oferta de los New York Mets para jugar béisbol en las Ligas Mayores. En 1985 durante su primera temporada como quarterback titular tuvo una lesión que lo dejó fuera y eventualmente su reemplazo obtuvo el puesto titular. Ante esta situación, Aikman decidió transferirse a la UCLA. Sin embargo, esa temporada de 1985 le dejó la oportunidad de enfrentar a los Hurricanes de la Universidad de Miami dirigidos en ese momento por Jimmy Johnson, quien sería su entrenador en los Dallas Cowboys años después.

#### UCLA
Aikman jugó dos temporadas, 1987 y 1988. UCLA clasificó a dos tazones universitarios, el Aloha Bowl después de la temporada 1987 y al Cotton Bowl en el Día de Año Nuevo en 1989.

#### Estadísticas
| Año   | Equipo   | Partidos                | Partidos                | Partidos                | Pase                    | Pase                    | Pase                    | Pase                    | Pase                    | Pase                    | Pase                    | Carrera                 | Carrera                 | Carrera                 | Carrera                 |
| Año   | Equipo   | PJ                      | PT                      | Récord                  | Cmp                     | Att                     | Pct                     | Yardas                  | TD                      | Int                     | Rtg                     | Att                     | Yardas                  | Avg                     | TD                      |
| ----- | -------- | ----------------------- | ----------------------- | ----------------------- | ----------------------- | ----------------------- | ----------------------- | ----------------------- | ----------------------- | ----------------------- | ----------------------- | ----------------------- | ----------------------- | ----------------------- | ----------------------- |
| 1984  | Oklahoma |                         |                         |                         | 6                       | 20                      | 41                      | 30                      | 0                       | 3                       | 17.2                    | 12                      | 18                      | 1.5                     | 1                       |
| 1985  | Oklahoma |                         |                         |                         | 27                      | 47                      | 442                     | 57.4                    | 1                       | 1                       | 139.2                   | 49                      | 93                      | 1.9                     | 0                       |
| 1986  | UCLA     | No jugó – Transferencia | No jugó – Transferencia | No jugó – Transferencia | No jugó – Transferencia | No jugó – Transferencia | No jugó – Transferencia | No jugó – Transferencia | No jugó – Transferencia | No jugó – Transferencia | No jugó – Transferencia | No jugó – Transferencia | No jugó – Transferencia | No jugó – Transferencia | No jugó – Transferencia |
| 1987  | UCLA     |                         |                         |                         | 178                     | 273                     | 2,527                   | 65.2                    | 17                      | 8                       | 157.6                   | 79                      | −87                     | −1.1                    | 2                       |
| 1988  | UCLA     |                         |                         |                         | 228                     | 354                     | 2,771                   | 64.4                    | 24                      | 9                       | 147.4                   | 78                      | 83                      | 1.1                     | 1                       |
| Total | Total    |                         |                         |                         | 439                     | 694                     | 5,781                   | 63.3                    | 42                      | 21                      | 142.3                   | 218                     | 107                     | 0.5                     | 4                       |

### NFL

#### Dallas Cowboys
Aikman fue elegido por los Dallas Cowboys en la primera posición global del Draft de la NFL de 1989.

## Estadísticas

### Temporada regular
| 1989  | DAL   | 11  | 11  | 0-11  | 155   | 293   | 52.9 | 1,749  | 6.0 | 9   | 18  | 55.7 |
| 1990  | DAL   | 15  | 15  | 7-8   | 226   | 399   | 56.6 | 2,579  | 6.5 | 11  | 18  | 66.6 |
| 1991  | DAL   | 12  | 12  | 7-5   | 237   | 363   | 65.3 | 2,754  | 7.6 | 11  | 10  | 86.7 |
| 1992  | DAL   | 16  | 16  | 13-3  | 302   | 473   | 63.8 | 3,445  | 7.3 | 23  | 14  | 89.5 |
| 1993  | DAL   | 14  | 14  | 11-3  | 271   | 392   | 69.1 | 3,100  | 7.9 | 15  | 6   | 99.0 |
| 1994  | DAL   | 14  | 14  | 10-4  | 233   | 361   | 64.5 | 2,676  | 7.4 | 13  | 12  | 84.9 |
| 1995  | DAL   | 16  | 16  | 12-4  | 280   | 432   | 64.8 | 3,304  | 7.6 | 16  | 7   | 93.6 |
| 1996  | DAL   | 15  | 15  | 10-5  | 296   | 465   | 63.7 | 3,126  | 6.7 | 12  | 13  | 80.1 |
| 1997  | DAL   | 16  | 16  | 6-10  | 292   | 518   | 56.4 | 3,283  | 6.3 | 19  | 12  | 78.0 |
| 1998  | DAL   | 11  | 11  | 7-4   | 187   | 315   | 59.4 | 2,330  | 7.4 | 12  | 5   | 88.5 |
| 1999  | DAL   | 14  | 14  | 7-7   | 263   | 442   | 59.5 | 2,964  | 6.7 | 17  | 12  | 81.1 |
| 2000  | DAL   | 11  | 11  | 4−7   | 156   | 262   | 59.5 | 1,632  | 6.2 | 7   | 14  | 64.3 |
| Total | Total | 165 | 165 | 94-71 | 2,898 | 4,715 | 61.5 | 32,942 | 7.0 | 165 | 141 | 81.6 |

### Super Bowl
| Estadísticas en Super Bowls |      |     |      |        |     |      |                    |                                |
| Super Bowls                 | Comp | Int | Pct  | Yardas | TDs | Ints | Eficiencia de pase | Resultado                      |
| XXVII                       | 22   | 30  | 73.4 | 273    | 4   | 0    | 140.7              | G 52-17 vs Buffalo Bills       |
| XXVIII                      | 19   | 27  | 70.4 | 207    | 0   | 1    | 77.2               | G 30-13 vs Buffalo Bills       |
| XXX                         | 15   | 23  | 65.3 | 209    | 1   | 0    | 108.8              | G 27-17 vs Pittsburgh Steelers |
| Total                       | 56   | 80  | 70.0 | 689    | 5   | 1    | 111.9              | Récord G/P 3-0                 |

Abreviaturas

JJ = Juegos jugados

Int = Intentos de pases

Com = Pases completos

Pct = Porcentaje de pases completos

Yds = Yardas

TD =Touchdowns

Ints = Intercepciones

Lgo = Yardas en pases más largos por temporada

QB Eficiencia de pase = Rating como QB

Récord G/P= Récord de juegos ganados o perdidos